# Remy Gardner

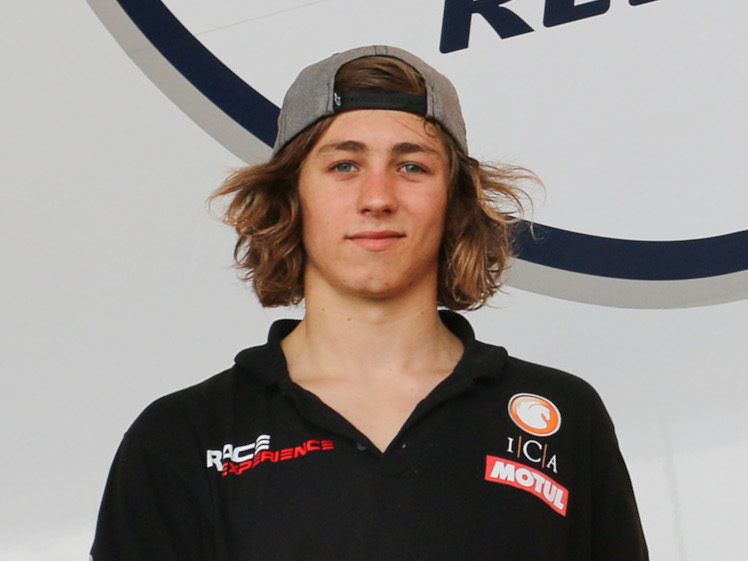
Remy Gardner

Remy Gardner, född 24 februari 1998 i Sydney är en australiensisk motorcykelförare som tävlar i världsmästerskapen i Grand Prix Roadracing. Han blev världsmästare i i Moto2-klassen 2021. Från 2022 tävlar Gardner i MotoGP, den högsta klassen. Han är son till roadracingföraren Wayne Gardner.

## Tävlingskarriär
Gardner körde motocross och enduro som knatte och började med roadracing vid 10 års ålder. 14 år fyllda flyttade han till Spanien för att utveckla sin körning. Gardner körde i öppna spanska mästerskapen i Moto3 från 2013. Han gjorde VM-debut i Moto3-klassen 2014 och säsongen 2015 körde han Moto3-VM på heltid för CIP Team på en Mahindra. Redan 2016 gick Gardner upp i Moto2-klassen där han körde en Kalex för Tasca racing. Gardner körde därefter 2017 och 2018 för Tech 3. Roadracing-VM 2019 körde Gardner åter en Kalex, för stallet SAG Team.

## Framskjutna placeringar
Uppdaterad till 2021-06-12.
| Nr | Grand Prix | År   |
| -- | ---------- | ---- |
| 1  | Portugal   | 2020 |
| 2  | Italien    | 2021 |
| 3  | Katalonien | 2021 |

| Nr | Grand Prix | År   |
| -- | ---------- | ---- |
| 1  | Argentina  | 2019 |
| 2  | Frankrike  | 2020 |
| 3  | Qatar      | 2021 |
| 4  | Doha       | 2021 |
| 5  | Frankrike  | 2021 |

| Nr | Grand Prix | År   |
| -- | ---------- | ---- |
| 1  | Steiermark | 2020 |
| 2  | Europa     | 2020 |
| 3  | Portugal   | 2021 |